# Muscle occipito-frontal

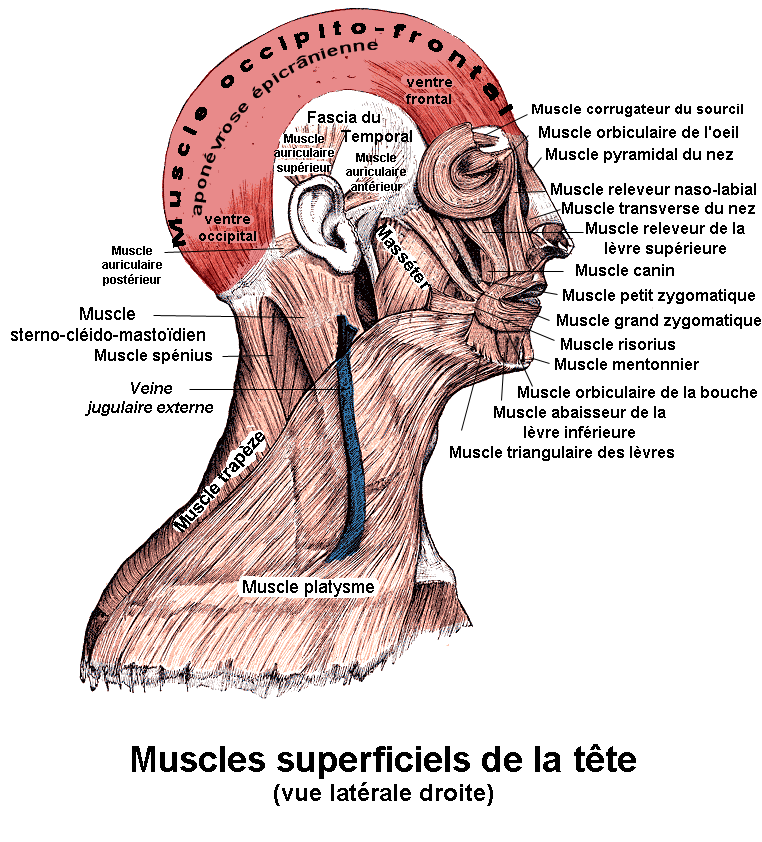
Muscle occipito-frontal (en rouge).

Le muscle occipito-frontal (ou muscle épicrânien d’Albinus ou muscle peaucier du crâne selon d'anciennes dénominations) est un muscle plat, digastrique, formé d'un ventre occipital inséré sur la ligne nucale supérieure de l'os occipital et d'un ventre frontal qui se termine dans la peau du front et des sourcils, les deux étant séparées par une zone aponévrotique : la galéa.

## Description
Le muscle occipito-frontal se divise en deux parties, frontale et occipitale, reliées par l’aponévrose épicrânienne.

### Ventre occipital
C'est un muscle mince pair, grossièrement quadrilatère, séparé de son vis-à-vis par la partie postérieure de l'aponévrose épicrânienne et recouvrant la plus grande partie de l'os occipital.
- Insertion haute : il s'insère, en haut et en dedans, sur l'aponévrose épicrânienne
- Trajet : il descend le long de l'os occipital, séparé par un tissu cellulo-graisseux qui facilite son glissement
- Insertion basse : il s'insère par des fibres aponévrotiques sur les deux tiers externes de la ligne nucale supérieure et sur la portion attenante de la région mastoïdienne de l'os temporal.

### Ventre frontal
C'est un muscle mince, grossièrement quadrilatère, recouvrant la partie antérieure de l'os frontal.
- Insertion haute : il s'insère sur l'aponévrose épicrânienne suivant une ligne semicirculaire facilement visible chez beaucoup de sujets
- Trajet : il descend le long de l'os frontal, séparé par un tissu cellulo-graisseux qui facilite son glissement
- Insertions basses : il s'achève
  - dans sa partie médiane, en se prolongeant par le muscle pyramidal du nez,
  - plus en dehors en se prolongeant par le muscle releveur naso-labial ou en s'insérant sur le processus orbitaire interne de l'os frontal
  - dans sa partie latérale, de loin la plus importante, en mêlant ses fibres au muscle orbiculaire de l'œil.

### Aponévrose épicrânienne (Galea aponeuroticaen latin) ou galéa
Elle s'insère :
- en arrière, sur la protubérance occipitale externe et le tiers interne de la ligne nucale supérieure puis sur l'extrémité antérieure des fibres du ventre occipital
- latéralement, sur le bord supérieur de l'arcade zygomatique
- en avant, sur le bord supérieur du ventre frontal.

## Innervation
Il est innervé :
- pour le ventre occipital par un rameau du nerf auriculaire postérieur branche du nerf facial,
- pour le ventre frontal, par un rameau du nerf temporal, autre branche du nerf facial.

## Vascularisation
Il est vascularisé : 
- pour le ventre occipital et la région adjacente de la galéa, par l'artère occipitale
- pour le ventre frontal et la région adjacente de la galéa par l'artère frontale interne
- pour le reste de la galéa, par des branches de l'artère temporale superficielle.

## Action
La portion occipitale tend l'aponévrose épicrânienne qui tendra à son tour la moitié supérieure de l'orbiculaire de l'œil, provoquant un haussement des sourcils et un plissement de la racine du nez, donnant une expression gaie au visage.

## Rapports
Sur le plan profond, avec le périoste des os du crâne correspondant séparé par une zone de glissement faite d'un tissu graisseux.
Sur le plan superficiel, avec la peau du crâne avec laquelle il est uni par un tissu très serré et dont l'ensemble forme le cuir chevelu.

## Galerie

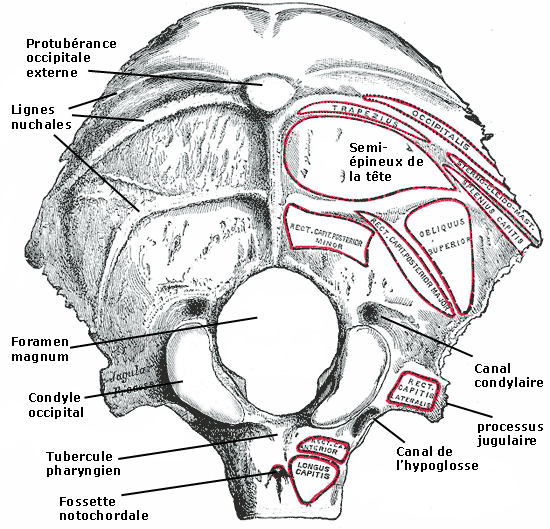